# St. Barbara (Ebersbach)

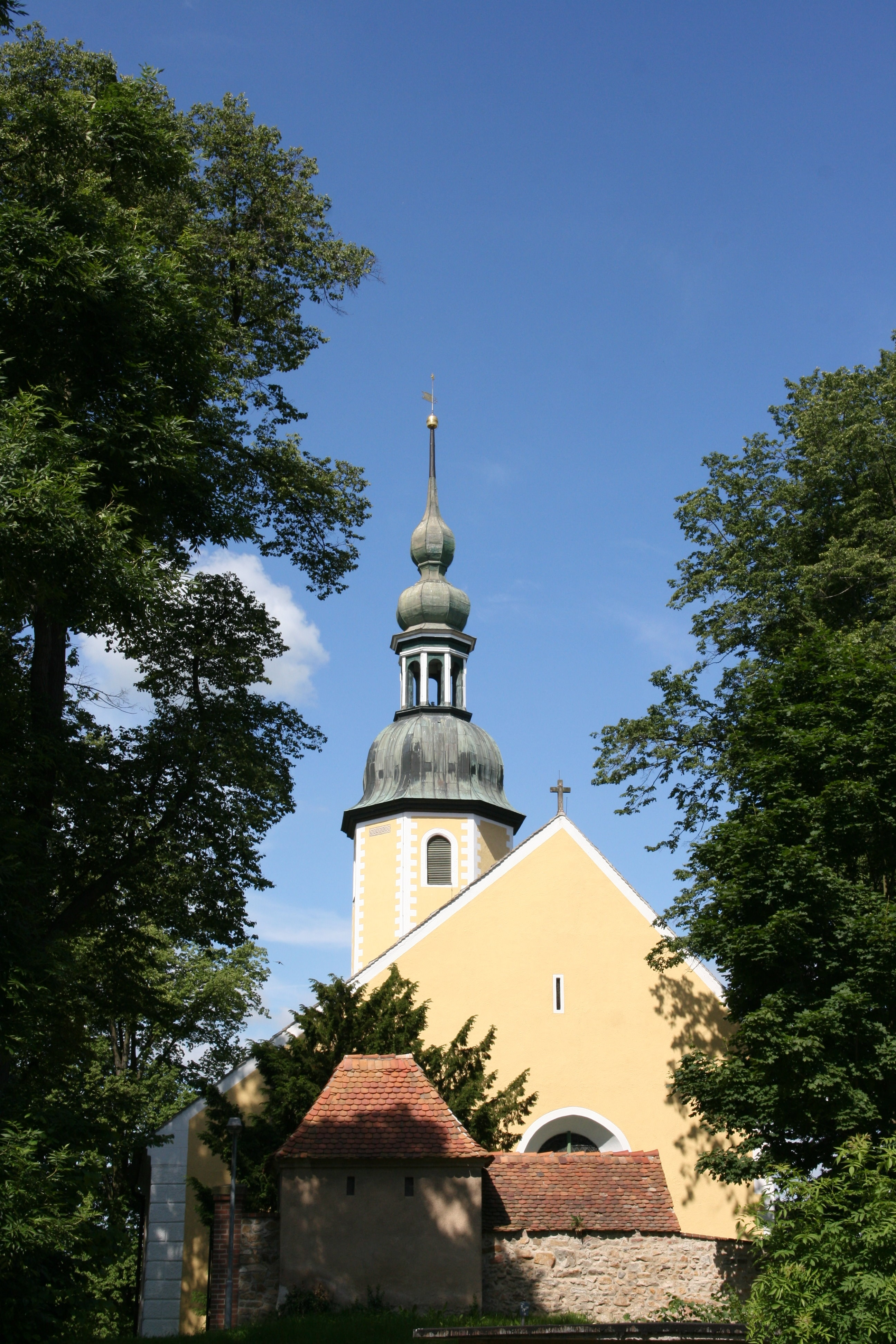
St. Barbara (Ebersbach)

Die evangelische Pfarrkirche St. Barbara ist eine gotische Einstützenhalle mit reicher barocker Ausstattung im Ortsteil Ebersbach von Schöpstal im Landkreis Görlitz in Sachsen. Sie gehört zur Kirchengemeinde Ebersbach im Sprengel Görlitz im Kirchenkreis Schlesische Oberlausitz der Evangelischen Kirche Berlin-Brandenburg-schlesische Oberlausitz.

## Geschichte und Architektur
Die stattliche Kirche wurde als verputzter Bruchsteinbau mit Eckquaderung in der ersten Hälfte des 15. Jahrhunderts errichtet. Sie ist eine annähernd quadratische Einstützenhalle mit hohen Spitzbogenfenstern und einem hohen Westturm mit achteckigem Oberteil, das 1598 datiert ist und mit einer barocken Haube und Laterne aus dem 18. Jahrhundert abschließt. Ein eingezogener, gerade geschlossener Chor mit Rundbogenfenster schließt sich im Osten an, südlich liegt die Sakristei mit einer nachträglichen Osterweiterung als Grabkapelle derer von Salza aus dem Jahr 1606. Im Westen wird die Kirche durch ein Spitzbogenportal mit profiliertem Gewände und dem Relief eines Christuskopfes von 1475 erschlossen; eine spätgotische Tür aus der Zeit um 1500 ist an der Südseite angeordnet.
Das Kirchenschiff mit Kreuzrippengewölbe über einem zentralen Rundpfeiler ist mit doppelgeschossigen Emporen auf schweren barocken Balustern vom Ende des 17. Jahrhunderts ausgestattet, die obere Empore an der Westseite ist bogenförmig vorgezogen. Der zweijochige Chor mit Netzgewölben ist durch einen spitzbogigen Triumphbogen mit dem Kirchenschiff verbunden. Die Rippen enden auf Kopfkonsolen ähnlich denen im Südschiff der Peterskirche in Görlitz.
An der Nordseite des Chores ist eine Loge mit Prospekt des frühen 18. Jahrhunderts eingebaut. An der Südseite führt ein spitzbogiger Durchgang in Raumhöhe zu einem Anbau mit zwei quadratischen Jochen, das westliche wurde nachträglich als Sakristei eingerichtet.

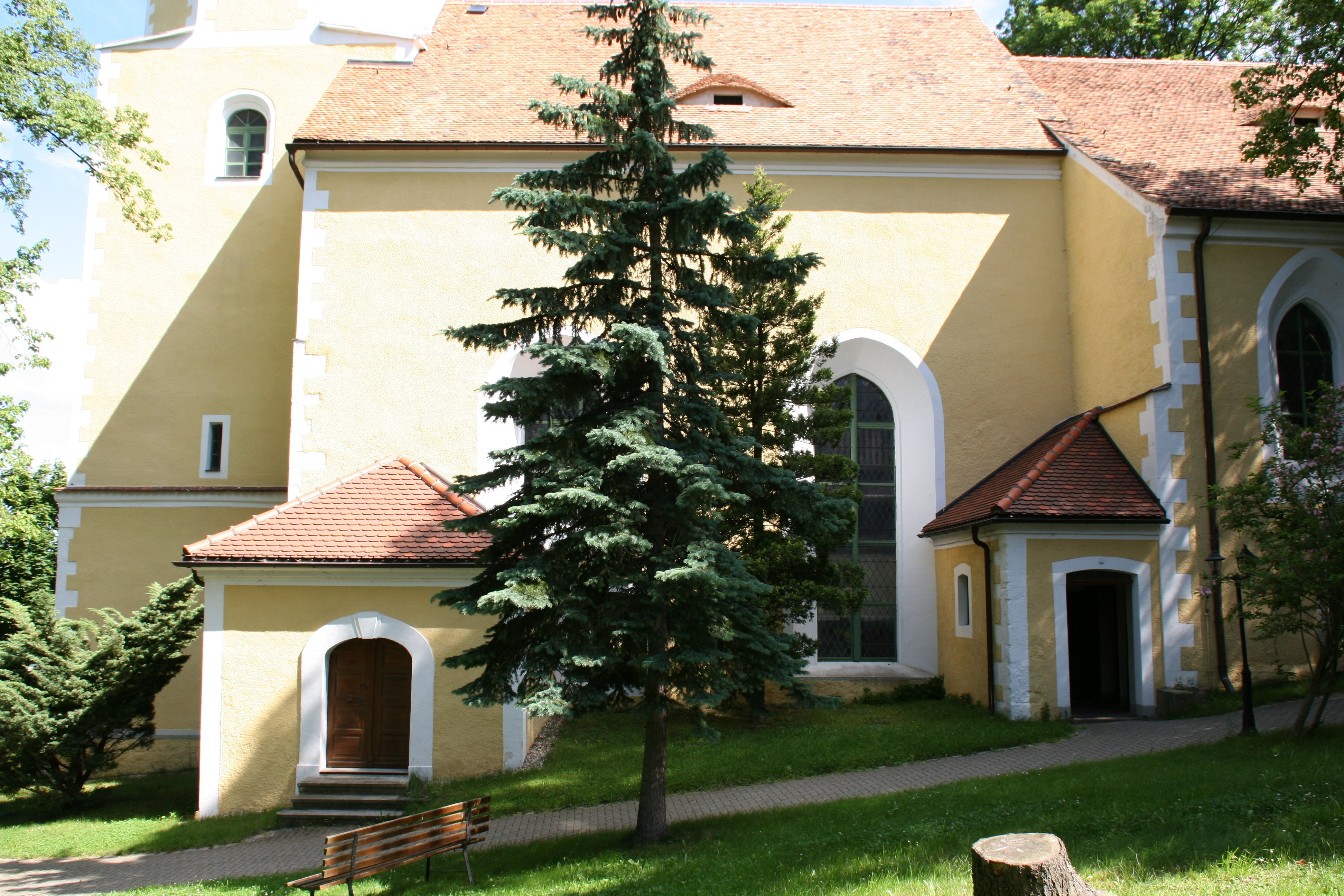
Ansicht von Süden
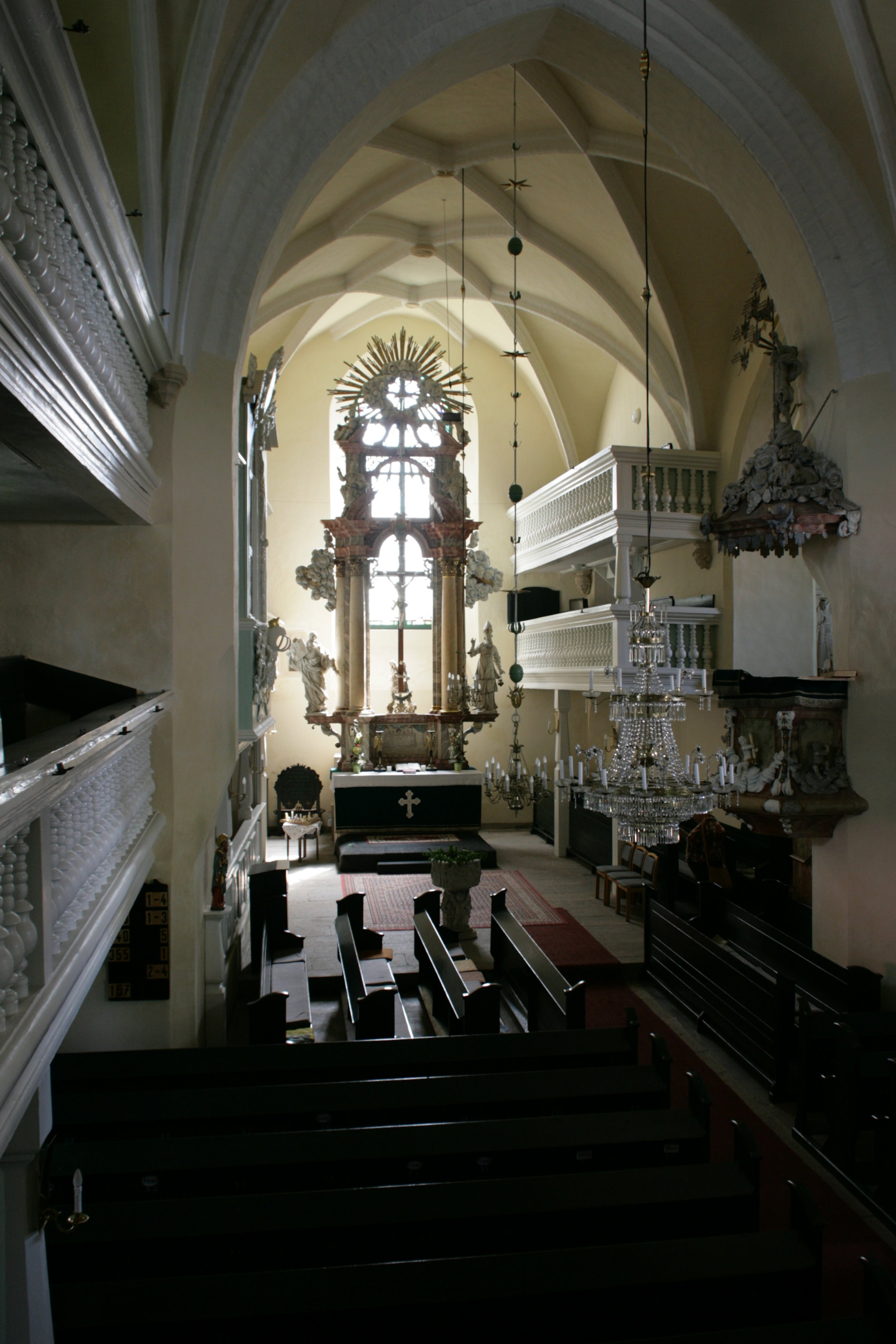
Innenansicht nach Osten
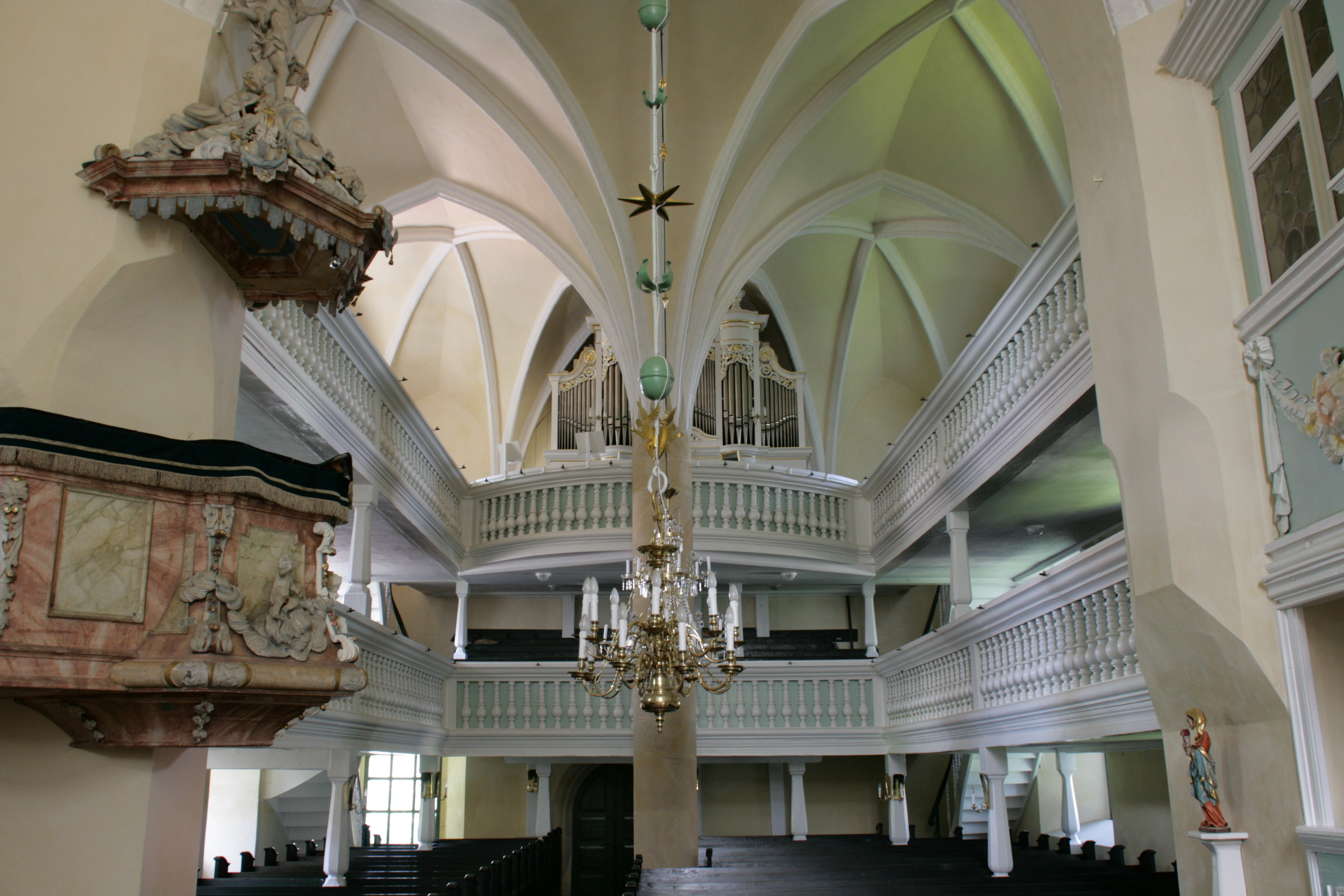
Innenansicht nach Westen
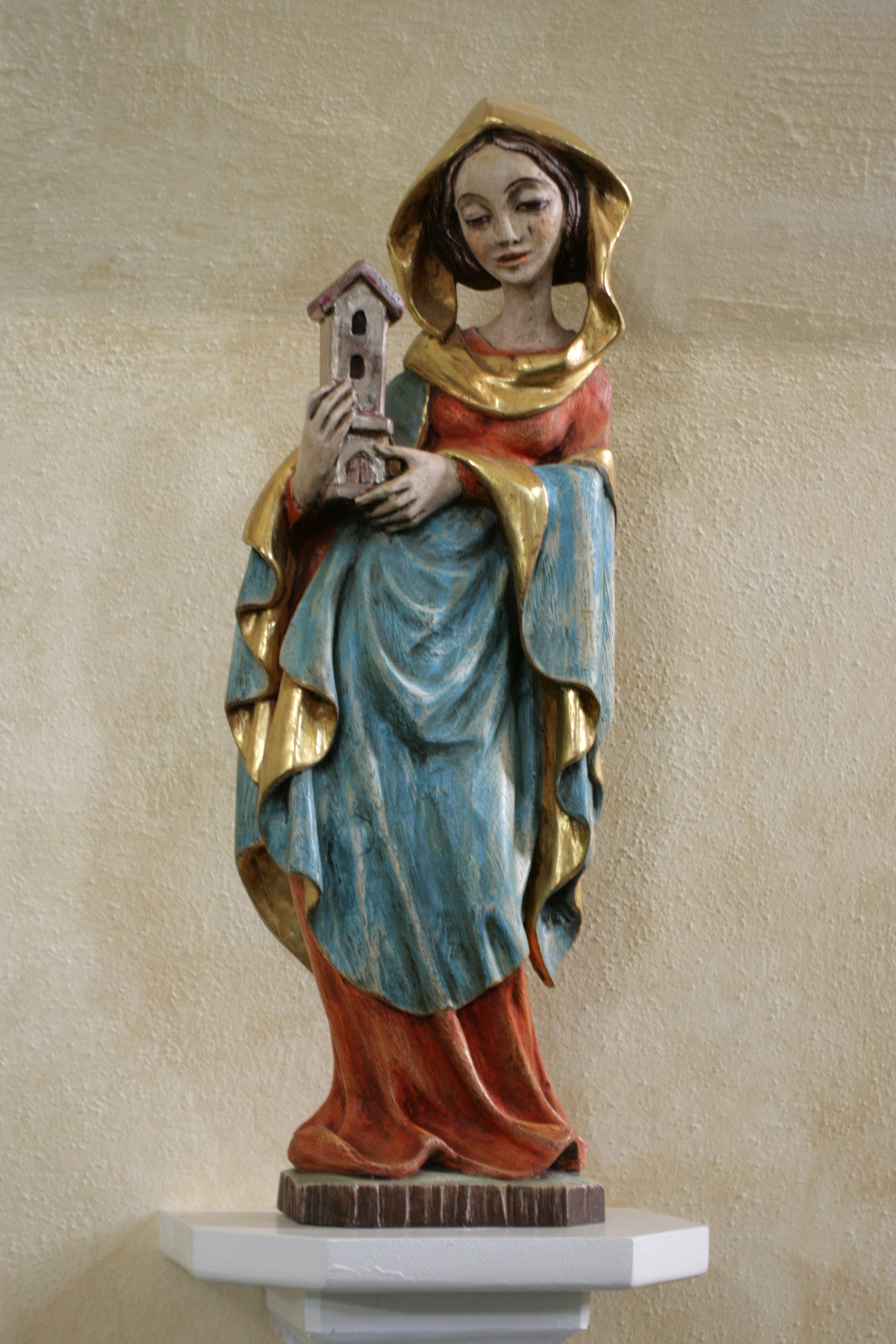
Figurdarstellung

## Ausstattung
Die älteste Glocke stammt aus dem Jahr 1474. Hauptstück der Ausstattung ist aber ein barocker Altar von 1723. Er zeigt in der Predella ein farbiges Abendmahlsrelief und einen hohen, hölzernen Säulenaufbau mit gesprengtem Giebel sowie eine zentrale Darstellung des Gekreuzigten mit Maria Magdalena, flankiert von Moses und Aaron. Darüber sind neben dem Auge Gottes Petrus und Paulus dargestellt.

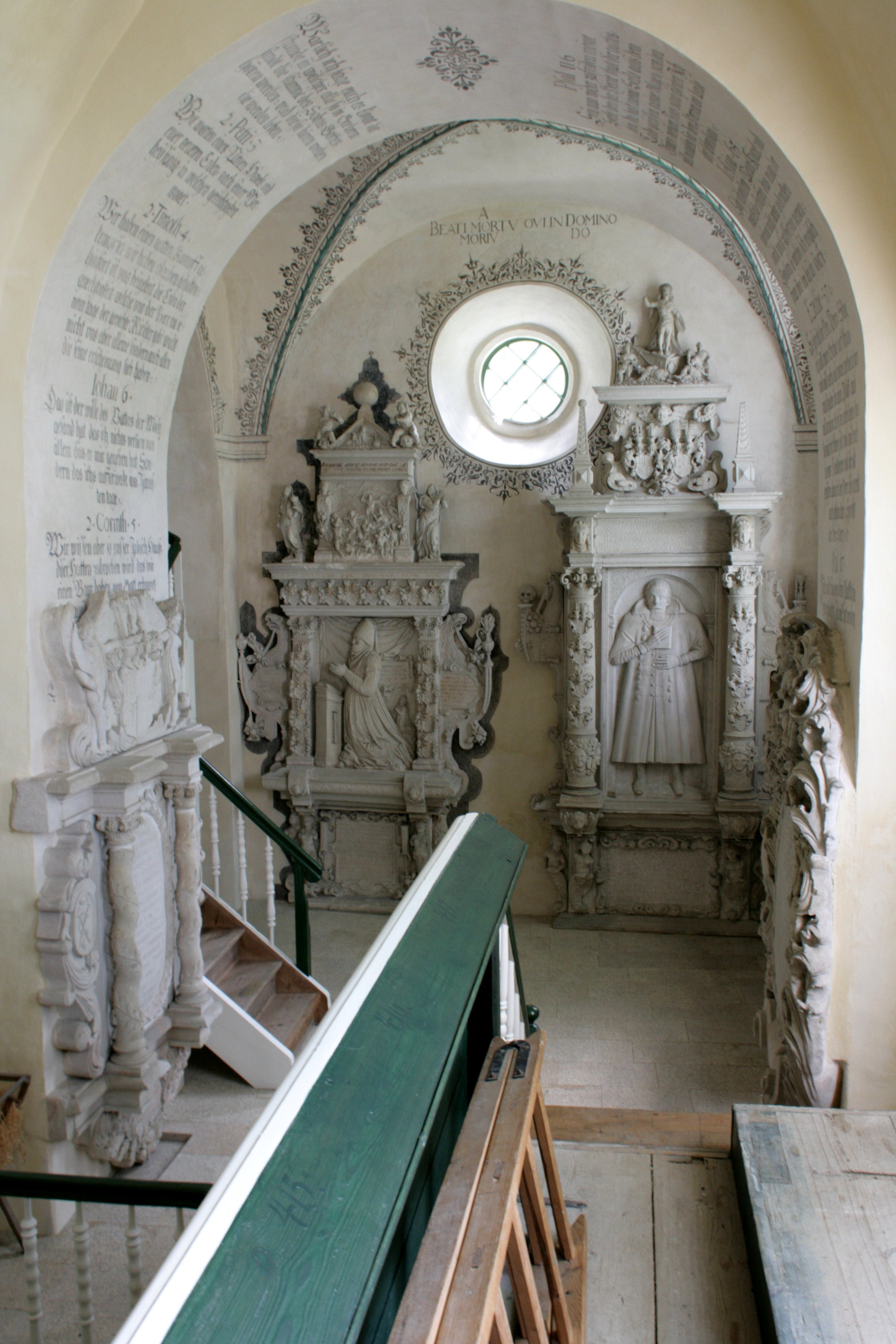
Grabkapelle der Familie von Salza

Die reich gearbeitete Kanzel in Kelchform von 1723 ist mit Putten und Wolkenbändern verziert. Der zugehörige Schalldeckel zeigt Christus mit der Siegesfahne. Die Taufe ist ebenfalls reich verziert mit Putten und floralem Schmuck und zeigt an der Kuppa vier Reliefs mit Darstellungen aus der Kindheit Christi. Die Orgel ist ein Werk der Firma Schlag aus dem Jahr 1908 im Gehäuse der Vorgängerorgel von 1800.
In der Grabkapelle derer von Salza sind mehrere figürliche Grabdenkmäler aufgestellt; darunter an der Nordwand Friedrich von Salza in der Rüstung († 1609) und an der Ostwand zwei Grabmäler mit Darstellung der Verstorbenen in zeitgenössischer Kleidung mit reicher architektonischer Rahmung (links Katharina von Salza († 1586) und rechts Hiob von Salza († 1619)). 
An der Kirche sind auch die Grabsteine der Nachfahren des mehrfachen Gutsbesitzers Adam Bartold Ludwig von Lützow, die der Familie von Lützow und von Cranach.